# Udo Reeh
Udo Reeh (* 5. März 1957) ist ein ehemaliger deutscher Langstreckenläufer, der seine größten Erfolge in den späten 1980er Jahren hatte.
Er wurde am 24. April 1988 in 2:14:56 h (als Zweiter der Gesamtwertung eine Sekunde hinter Martin Vrabel (TCH)) vor Konrad Dobler in Hamburg Deutscher Meister im Marathon sowohl im Einzel wie auch für den VfL Waldkraiburg in der Mannschaftswertung gemeinsam mit Konrad Dobler und Joachim Heim, sowie 1992 erneut Deutscher Marathonmeister im Team für den LAC Quelle Fürth. 1989 wurde Udo Reeh ebenfalls für den VfL Waldkraiburg Deutscher Meister im Crosslauf. Seine Marathon-Bestzeit stellte er bei seinem Sieg beim München-Marathon am 23. April 1989 in 2:13:27 h auf, womit er den 24. Platz in der ewigen deutschen Bestenliste im Marathon belegt. Daneben gewann er zahlreiche weitere renommierte Straßenläufe wie z. B. 1987 den Münchner Silvesterlauf (10 km in 30:14 min) sowie 1988 den Paderborner Osterlauf. Udo Reeh hatte bei einer Größe von 180 cm ein Wettkampfgewicht von 66 kg.
Udo Reeh war nach seinem Sprachen-Studium an der Universität München zunächst als freiberuflicher Dolmetscher tätig und leitet seit dem Ende der 1990er Jahre die Laufsportabteilung eines großen Münchner Sportgeschäfts.